# Живко Гвоздић
Живко Гвоздић је био српски четнички војвода у Старој Србији, данашњој Македонији 1906/1908, и у Првом балканском рату 1912.

## Биографија
Рођен је у Вучитрну око 1885, где је завршио четири разреда тамошње српске основне школе. Живкову мајку, пре његове тринаесте године, отео је локални Турчин или Албанац и превео на ислам. Нежелећи да превери, дечак је 1898. пребегао из Османског царства у Србију и молио власти да му помогну да се даље школује.https://scindeks-clanci.ceon.rs/data/pdf/0353-9008/1996/0353-90089607123N.pdf До 1902. завршио је Пешадијску подофицирску школу у Београду, након чега је као поднаредник распорађен у Моравску дивизију.Службени војни лист 1902, 863-865.
У Српску четничку акцију укључио се крајем 1906. Четовао је као помоћник шефа горског штаба Западног Повардарја 1906-1907, да би 1908. постао војвода у околини Куманова. По младотурској ревлуцији 1908. предао се са осталим војводама. Водио је српску чету у Рашкој области током 1912. и са својом четом учествовао у ослобођењу Новог Пазара и Косовске Митровице.https://drive.google.com/file/d/10GefMM6GbEpubYDPIlqgsNXkDYYEF0TK/view